# Lago Gelmersee
O Lago Gelmersee é um lago artificial localizado no cantão de Oberland Bernês na Suíça.
A barragem que deu origem ao reservatório foi construída ao mesmo tempo que a barragem do Lago Grimselsee. O volume do reservatório é de 13 milhões de m³ e a sua área de superfície é de 0,645 km².